# Aegina citrea
Aegina citrea is een hydroïdpoliep uit de familie Aeginidae. De poliep komt uit het geslacht Aegina. Aegina citrea werd in 1829 voor het eerst wetenschappelijk beschreven door Eschscholtz. 